# Sergeant Bluff
Sergeant Bluff ist eine Kleinstadt (mit dem Status „City“) im Woodbury County im US-amerikanischen Bundesstaat Iowa. Im Jahr 2010 hatte Sergeant Bluff 4227 Einwohner, deren Zahl sich bis 2013 auf 4326 erhöhte. Das U.S. Census Bureau hat bei der Volkszählung 2020 eine Einwohnerzahl von 5.015 ermittelt.
Sergeant Bluff liegt in der Sioux City Metropolitan Area, die sich von Iowa bis in die benachbarten Staaten South Dakota und Nebraska erstreckt.

## Geografie
Sergeant Bluff liegt im Westen Iowas, 15,5 km südöstlich der Mündung des Big Sioux River in den Missouri am Schnittpunkt der drei Bundesstaaten Iowa, South Dakota und Nebraska.
Die geografischen Koordinaten von Sergeant Bluff sind 42°24′14″ nördlicher Breite und 96°21′31″ westlicher Länge. Das Stadtgebiet erstreckt sich über eine Fläche von 5,46 km² und liegt zum größten Teil in der Woodbury Township. Ein kleiner Teil des Stadtgebiets erstreckt sich in die Liberty Township.
Sergeant Bluff liegt unmittelbar an der südwestlichen Stadtgrenze von Sioux City, dessen Stadtzentrum 13 km nordnordöstlich liegt. Weitere Nachbarorte sind Lawton (22,7 nordöstlich), Bronson (13 km östlich), Salix (12,7 km südöstlich), Dakota City in Nebraska (13,3 westlich) und South Sioux City in Nebraska (12,3 km nordwestlich).
Die nach Sioux City nächstgelegenen weiteren größeren Städte sind die Twin Cities in Minnesota (Minneapolis und Saint Paul) (449 km nordöstlich), Rochester in Minnesota (451 km ostnordöstlich), Cedar Rapids (431 km östlich), Iowas Hauptstadt Des Moines (293 km südöstlich), Nebraskas größte Stadt Omaha (150 km südsüdöstlich), Kansas City in Missouri (437 km in der gleichen Richtung), Nebraskas Hauptstadt Lincoln (209 km südsüdwestlich) und South Dakotas größte Stadt Sioux Falls (150 km nordnordwestlich).

## Verkehr
Der zum Freeway ausgebaute U.S. Highway 20 verläuft in West-Ost-Richtung entlang der südlichen Stadtgrenze. Alle weiteren Straßen sind untergeordnete Landstraßen, teils unbefestigte Fahrwege sowie innerörtliche Verbindungsstraßen.
Mit dem Sioux Gateway Airport befindet sich 24 km südwestlich der nächste Flughafen.

## Geschichte
Der Name Sergeant Bluff geht auf die Lewis-und-Clark-Expedition zurück, die das Land entlang des Missouri erkundete. Ein Teilnehmer, Sergeant Charles Floyd erkrankte und starb hier; seine Leiche wurde auf einem Hügel (en.: Bluff) begraben.
Im Jahr 1830 wurde den ansässigen Indianern das Gebiet östlich des Missouri abgekauft und eine Besiedlung durch Weiße begann. Die heutige Stadt wurde 1852 zuerst permanent besiedelt.
Die Siedlung wurde unter den Namen Floyd's Bluff oder Woodbury bekannt, bis sich der heutige Name Sergeant Bluff auch als Postadresse durchsetzte.
Im Jahr 1904 wurde der Ort als selbstständige Kommune inkorporiert.

## Bevölkerung
Nach der Volkszählung im Jahr 2010 lebten in Sergeant Bluff 4227 Menschen in 1464 Haushalten. Die Bevölkerungsdichte betrug 774,2 Einwohner pro Quadratkilometer. In den 1464 Haushalten lebten statistisch je 2,88 Personen.
Ethnisch betrachtet setzte sich die Bevölkerung zusammen aus 93,1 Prozent Weißen, 1,1 Prozent Afroamerikanern, 0,8 Prozent amerikanischen Ureinwohnern, 2,1 Prozent Asiaten sowie 1,0 Prozent aus anderen ethnischen Gruppen; 1,9 Prozent stammten von zwei oder mehr Ethnien ab. Unabhängig von der ethnischen Zugehörigkeit waren 3,3 Prozent der Bevölkerung spanischer oder lateinamerikanischer Abstammung.
32,1 Prozent der Bevölkerung waren unter 18 Jahre alt, 58,6 Prozent waren zwischen 18 und 64 und 9,3 Prozent waren 65 Jahre oder älter. 51,1 Prozent der Bevölkerung waren weiblich.
Das mittlere jährliche Einkommen eines Haushalts lag bei 81.368 USD. Das Pro-Kopf-Einkommen betrug 25.952 USD. 16,7 Prozent der Einwohner lebten unterhalb der Armutsgrenze.

## Bekannte Bewohner
- Donna Dewey – Filmproduzentin, geboren in Sergeant Bluff
- William H. James (1831–1920) – zweiter Gouverneur von Nebraska (1871–1873) – begann seine Karriere als Anwalt in Sergeant Bluff
- Mackenzie Foley (* 2002), Volleyballspielerin